# Шпилиха
Шпилиха — упразднённая деревня в Усть-Кубинском районе Вологодской области. Входила в состав Устьянского сельского поселения, с точки зрения административно-территориального деления — в Устьянский сельсовет. В 2025 году включена в состав села Устья и исключена из учётных данных.

## География
Расстояние до районного центра Устья по автодороге — 3,5 км. Ближайшие населённые пункты — Чернышово, Устье, Залужье.

## Население
| 2010 |
| ---- |
| 23   |

По переписи 2002 года население — 24 человека (13 мужчин, 11 женщин). Всё население — русские.